# Peter O’Rourke
Peter O’Rourke (Newmains, 1873. június 1. – Bradford, 1956. január 10.) skót labdarúgó és vezetőedző. A Bradford City-nél eltöltött két időszakában trénerként először 1911-ben FA-kupát, majd 1908-ban a másodosztály, illetve 1929-ben az északi harmadosztály bajnoki címét nyerte meg.

## Pályafutása
O’Rourke középhátvédként játszott a Celtic, a Burnley, a Lincoln City, a Third Lanark és a Chesterfield csapataiban, utolsó éveit pedig a Bradford City-nél töltötte. 1905-ben Robert Campbell távozása után csapatkapitányként játékos-menedzser lett, majd véglegesen megkapta a posztot és 1905 decemberében játszotta utolsó mérkőzését az FA-kupában a Darlington elleni döntetlen során.
1908-ban a Baromfikat a másodosztályba vezette. Három évvel később, 1911-ben pedig a klubbal FA-kupát nyert, miután 1–0-ra legyőzték a Newcastle Unitedet. Fia, Francis 1919 októberében halt meg Newfoundlandben, mely mélyen érintette, ő pedig egészségi állapotára hivatkozva 1921 júniusában bejelentette visszavonulását.
1922-ben öt napra visszatért a walesi Pontypridd színeiben. Ugyanezen év decemberében a Dundee Hibernianhoz igazolt, mely akkor még nem nyert bajnokságot, azonban mindössze három hónapot volt a játékosuk, miután az anyagi támogatás hiánya miatt távozott. Következő vezetőedzői állomása a Bradford Park Avenue volt 1924 és 1925 között. Összesen tíz hónapot töltött ott, ahol fiát, Petert is szerződtette, aki a Durham City elleni debütálásakor kétszer is betalált.
1928-ban újra a Bradford City-t menedzselte, és következő évében megnyerte a harmadosztály északi bajnokságát. Miután másodszor is elhagyta Bradfordot, a Walsall gárdájához csatlakozott, mielőtt utolsó klubja trénerként a Llanelli lett. 1933 júliusában edzőként is visszavonult.
Visszavonulását követően Bradfordba költözött, ahol a gárda stadionja, a Valley Parade mellett lakott a Burlington-teraszon, míg 1956 januárjában, 82 éves korában meg nem halt.

## Sikerei

### Edzőként

#### Bradford City
- Angol másodosztály: 1907–1908
- FA-kupa: 1910–1911
- Angol harmadosztály – észak: 1928–1929

## Fordítás
Ez a szócikk részben vagy egészben  a   Peter O'Rourke című angol Wikipédia-szócikk ezen változatának fordításán alapul.  Az eredeti cikk szerkesztőit annak laptörténete sorolja fel. Ez a jelzés csupán a megfogalmazás eredetét és a szerzői jogokat jelzi, nem szolgál a cikkben szereplő információk forrásmegjelöléseként.